# Halte de Saint-Éloi
Pour un article plus général, voir Ligne Orbe – Chavornay.
La halte de Saint-Éloi est une halte ferroviaire de Suisse. Elle se situe sur le territoire de la commune d'Orbe, dans le canton de Vaud. Elle se situe sur la route de Saint-Éloi, d'où son nom.

## Situation ferroviaire
Établie à 459 mètres d'altitude, la halte de Saint-Éloi est située au point kilométrique 0,50 de la ligne Orbe – Chavornay (no 211). Elle se situe entre la gare d'Orbe et la gare des Granges. La halte se situe juste après le viaduc qui enjambe l'Orbe.

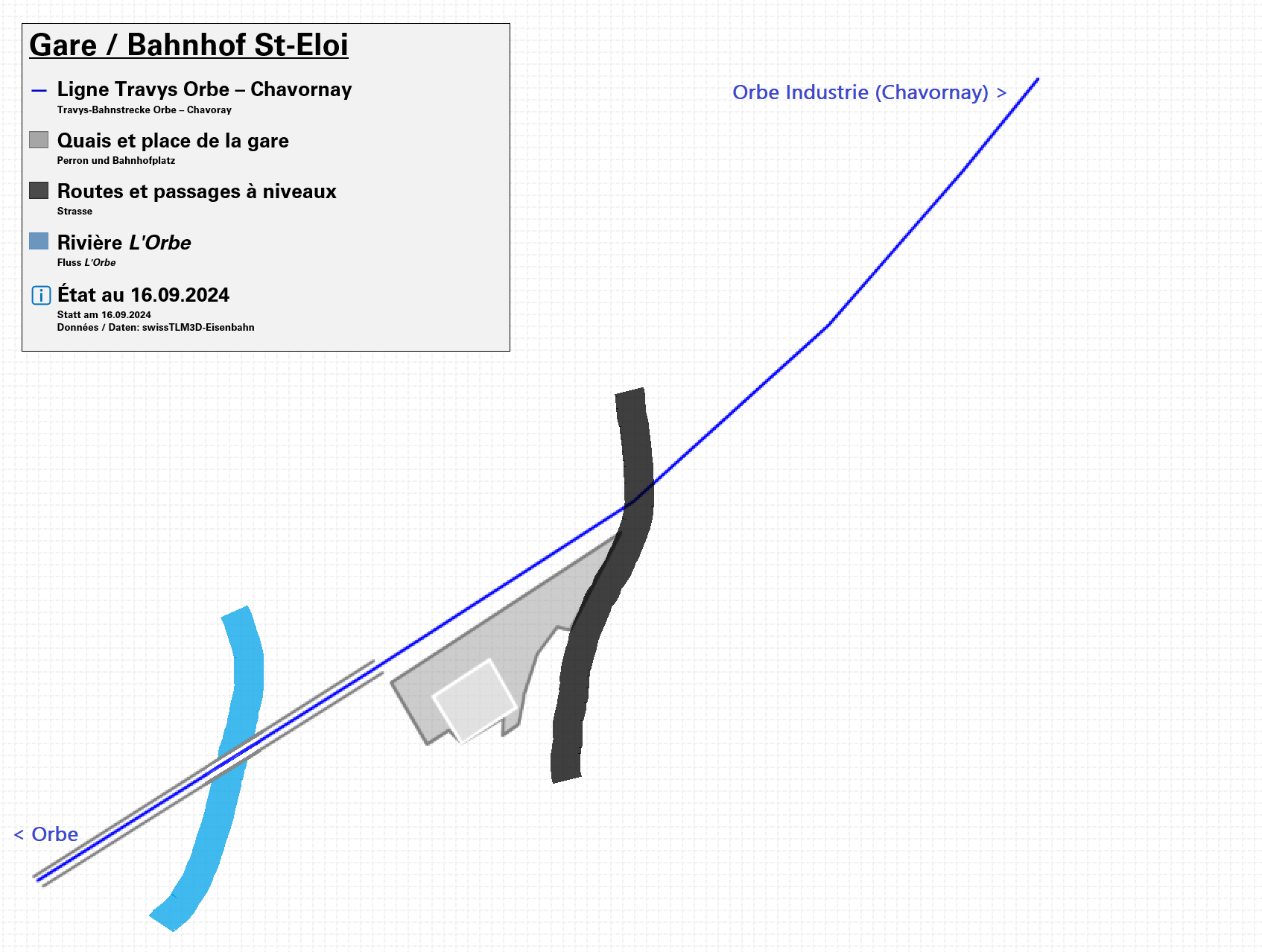
Plan de voie de la halte en 2024

## Histoire
La halte de Saint-Éloi est mise en service le 17 avril 1894, sans inauguration, par la Société anonyme des usines de l'Orbe avec l'ouverture de la ligne Orbe – Chavornay.
Dans son schéma directeur du développement d'Orbe, la municipalité de la commune prévoit d'insérer la desserte de la commune par la ligne Orbe – Chavornay dans le réseau express régional vaudois, permettant ainsi un accès direct jusqu'à la gare de Lausanne, sans correspondance à la gare de Chavornay. Dans le cas d'une telle réalisation, la desserte de cette halte serait impossible par de tels trains car le quai mesurant 27 m de long est limité d'un côté par le pont sur l'Orbe et de l'autre côté par la route, est trop court pour que les trains du RER vaudois puissent marquer l'arrêt. Aussi, il est prévu de déplacer la halte d'environ 200 m de l'autre côté de la route de Saint-Éloi en direction de la gare des Granges. Un nouveau quai de 120 m de long et haut de 55 cm permet d'accueillir des trains plus longs et la halte serait équipée d'un parc relais et d'un abri pour vélo. Un passage sous voies permettrait de rejoindre les quartiers situés au nord.

## Service des voyageurs

### Accueil
Cette halte de Travys, anciennement OC n'offre aucune infrastructure particulière. Elle dispose d'un simple bâtiment, avec salle d'attente ouverte tous les jours (salle d'attente non fermée, ni chauffée). Sur le quai, la gare est équipée d'un oblitérateur pour les cartes multicourses ainsi que d'une machine à billets. 

### Desserte
La halte de Saint-Éloi est desservie par des trains régionaux R11 en provenance et à destination des gares d'Orbe et de Chavornay.

### Intermodalité
La gare n'offre aucune correspondance par bus du fait de son emplacement, la route perpendiculaire étant trop pentue et la halte se situant dans une courbe. Toutefois les courses supplémentaires effectuées par bus ainsi que les services de remplacements desservent l'arrêt Orbe, Les Moulins situé à 250 m de la halte. Celui-ci offre correspondance avec les lignes Travys B11 Orbe, gare ⇌ Chavornay, Gare (courses supplémentaires effectuées par bus du fait de l'impossibilité d'ajouter des trains) ; 10.686 Baulmes, Gare ⇌ Chavornay, Gare ; la ligne 10.692 Orbe, Gare ⇌ Orbe, Taborneires ; la ligne 10.693 Les Granges (Orbe), gare ⇌ Orbe, Gare (uniquement dans un sens) ainsi qu'en heure de pointe la ligne 10.680 Yverdon-les-Bains, Gare ⇌ Orbe, Gruvatiez.